# Gil Elvgren
Gil Elvgren, född 15 mars 1914 i Saint Paul i Minnesota, död 29 februari 1980, var en amerikansk pinup- och reklamkonstnär. Han blev bland annat känd som kalenderillustratör för förlaget Louis F. Dow, en verksamhet som han inledde 1937. Elvgrens "pinuppor" var sällan framställda som femme fatale-liknande mansslukerska utan snarare som den mer vardagliga och oskyldiga "grannflickan".

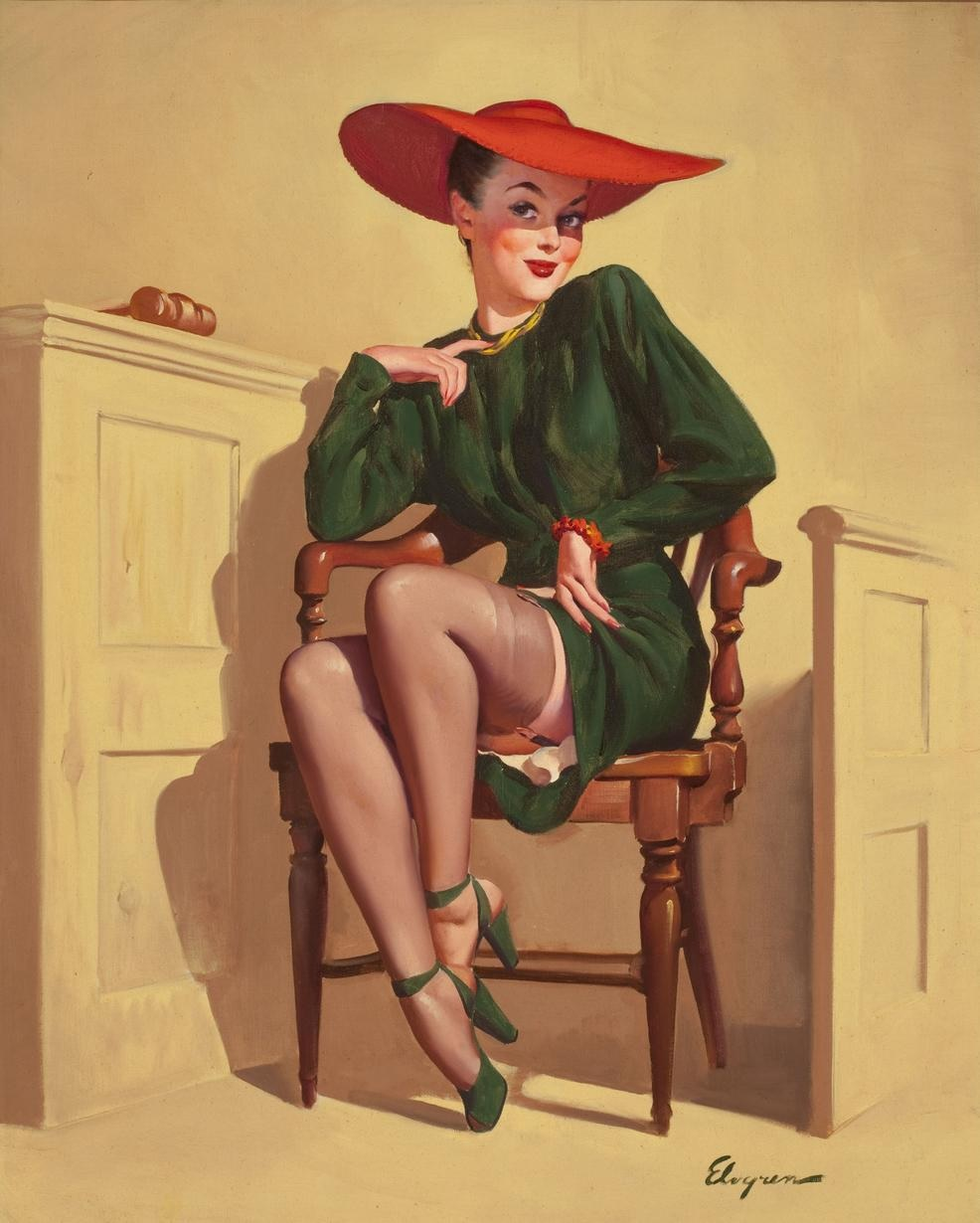
Pinup-bild i domstolsmiljö av Gil Elvgren från 1947, med titeln The Verdict Was, Wow!.

Under 1950- och 1960-talet var Elvgren en av de främsta amerikanska pinup-illustratörerna. Tillsammans med namn som Alberto Vargas och George Petty spred han en sensuell och hyperfeminiserad bild av den amerikanska (unga) kvinnan. Elvgrens egna bilder inpirerades av eller skapades utifrån levande modeller eller skådespelerskor som Myrna Hansen, Kim Novak, Myrna Loy, Barbara Hale och Janet Rae. Oftast skapades illustrationerna utifrån foton tagna vid modellsessioner.